# 月浦之战
月浦之战，国军又称月浦大捷，解放军又称月浦攻坚战，是第二次国共内战上海戰役中，中国人民解放军与中华民国国军在江苏省宝山县月浦镇（今上海市宝山区月浦镇）进行的一场战役。

## 背景
1949年4月，渡江战役中，國軍防線迅速崩潰，中国人民解放军大舉渡過長江，中国人民解放军攻占南京，京滬防線由南京轉移至上海，當時國軍連連戰敗，鬥志全無。
1949年4月22日凌晨，解放军第29军在靖江八圩港至张黄港地段渡过长江，并突破江阴一线防御阵地。4月23日晨，顺利攻占江阴县青阳镇，当晚占领无锡县。27日晚，占领苏州县。5月上旬，第29军第87师第259团预备进攻上海市，作战目标是向上海西北进击，在友邻部队协同下占领浏河，强攻月浦，然后乘胜追击夺取上海宝山、吴淞，切断国军从水上逃离上海的黄浦江通道。为了加强对月浦的攻击力量，29军将85师253团配属给87师。

## 经过
5月12日清晨，解放军在月浦镇周边部署3个团参加作战任务。担任主攻的解放军260团进入月浦镇北的主攻位置；261团则进驻月浦镇北侧，同时在月宝公路担任警戒；253团进入月浦西南实施助攻。国军则在战前自月浦到吴淞口十多公里防御带布满了密集的碉堡群，这条全用钢筋水泥浇铸的碉堡壁厚达12米。国军第52军军长劉玉章表示要“让共军卡在我的钢铁阵地里”。
5月13日2时许，87师4个团分别在月浦西侧、北侧、钱家宅南侧、叶大村正面行进间发起攻击。駐防在上海月浦一帶劉玉章率領的國民革命軍第五十二軍派出15個連的兵力，并动用中华民国海军舰艇、中华民国空军飞机火力支援，阻挡解放軍第27軍260团、253团攻勢。战至傍晚，解放军第260团攻克月浦街北敌前沿阵地，第261团也占领了镇东北國軍前沿的几座碉堡。第253团占领了月浦西侧的高埂子阵地，其中第1营第3连于拂晓前一度攻入月浦街区，占领了一所大院。但其后遭遇国军反击，解放军退出街区。
14日清晨，国军发动反击，并出动坦克及火炮支援，解放军一线阵地受到重创。14日黄昏，战局扭转，解放军调动山炮、榴弹炮及团属迫击炮进行火力掩护，解放军攻占月浦镇外围防御工事。当晚，解放军进入月浦镇内。15日凌晨，解放军占领月浦全镇。
其后，国军第52军第2师再次发动反攻。15日清晨，中华民国海军10余艘舰艇和中华民国陆军火炮就向解放军阵地及月浦镇进行轰炸，月浦镇几乎被夷为平地。解放军第259团指挥所遭遇炮击，团长胡文杰阵亡，成为上海战役中解放军阵亡的最高级别军官。解放军守军损失惨重，但月浦镇仍在解放军控制之下。17日，华东野战军司令部要求前沿部队暂停进攻，构筑工事，以小群动作逐个夺取敌堡、逐点向纵深开拓前进。战线趋于稳定，解放军开始对国军进行小规模袭扰。
5月23日晚，解放军发动上海战役总攻。次日0时，解放军占领月浦镇东南的25.32高地，国军第52军向宝山撤退，最后撤至吴淞長江江边。第52军其后以海運撤至舟山。

## 后续及评价
战后，国军称解放軍阵亡7,671人、傷1,232人、俘576人。解放军称第260团伤亡700余人，第261团伤亡100余人；第253团伤亡近300人。澎湃新聞表示第三野战军29军87师259团团长胡文杰、253团政治处主任王里等近2000名指战员在此陣亡。
湯恩伯在祝捷大會上說道：“月浦大捷證明國軍在上海修築的陣地是銅牆鐵壁，堅守陣地的部隊是國軍中最精銳的部隊，裝備精良，士氣旺盛，共軍這一次並不是戰無不勝，第52軍前方大捷說明只要我們團結一致，就有信心確保上海安全！”